# Естер Перел
Естер Перел (рођена 1958. године) је белгијска психотерапеуткиња која се бави истраживањем напетости између потребе за сигурношћу (љубав, припадност и блискост) и потребе за слободом (еротска жеља, авантура и даљина) у људским односима.
Перел је промовисала концепт еротске интелигенције у својој књизи "Mating in Captivity: Unlocking Erotic Intelligence" (2006), која је перведена на 24 језика. После објављивања књиге, постала је међународна саветница за секс и односе. Одржала је свој први ТЕД говор у фебруару 2013. под насловом Тајна жељама у дугорочном односу, и други у марту 2015. под насловом Поновно размишљање о неверству.

## Професионална каријера
Перел је јеврејка, родитељи су јој преживели холокауст и рођени су у Пољској. Одрасла је у Антверпену и присуствовала Хебрејском универзитету у Јерусалиму, Израел. Одрастала је међу преживелима из холокауста у Антверпу, у Белгији и приметила је две групе око ње: "Они који нису умирали и они који су се вратили у живот". Њено запажање је било "Они који нису умирали били су људи који су живели везани за земљу, плашили се и нису били сигурни, свет је био опасан, а задовољство није било опција. Не можете играти, ризиковати или бити креативни када нисте сигурни, јер вам је потребан ниво несебичне свести како би могли доживети узбуђење и задовољство. Они који су се вратили у живот разумели су еротизам као противотров за смрт".
Перел је касније истраживала психодинамичку психотерапију пре него што је пронашла свој позив у теорији породичних система. У почетку је радила као међукултурни психотерапеут са паровима и породицама.
Перл је радила као глумица и водила бутик за одећу у Антверпену.

## Лични живот
Парел се удала за Џека Саула, асистента професора Клиничке Популације и Породичног здравља на колумбијском универзитету Маилман, школа за јавно здравље, са ким има два сина.

## Признања
2016. године је именована на  Суперсолу 100 Опре Винфри, листи визионара и утицајних лидера.